# Édouard Molinaro
Pour les articles homonymes, voir Molinaro.
Édouard Molinaro est un réalisateur et scénariste français, né le 13 mai 1928 à Bordeaux (Gironde) et mort le 7 décembre 2013 dans le 20e arrondissement de Paris.
Alternant très tôt cinéma et télévision, il doit ses plus grands succès à des comédies. Sa carrière est marquée par de nombreuses adaptations théâtrales (Oscar avec Louis de Funès, À gauche en sortant de l'ascenseur avec Pierre Richard, Le Souper avec Claude Brasseur) dont deux écrites par Francis Veber (L'Emmerdeur et La Cage aux folles). Cette dernière est un grand succès commercial en France, en Belgique et aux États-Unis.

## Biographie

### Jeunesse
Édouard Molinaro participe à de nombreux concours de courts métrages amateurs dans sa jeunesse, qu'il passe en Gironde, entre Bordeaux et La Réole. Il entre dans le monde du cinéma en tant qu'assistant des réalisateurs André Berthomieu, Maurice de Canonge et Robert Vernay,. Il tourne également des films industriels, puis des courts métrages de fiction.

### Carrière

#### Cinéma
Molinaro réalise son premier long métrage, un polar intitulé Le Dos au mur, sur un scénario de Frédéric Dard. Après avoir tourné plusieurs films policiers, dont Un témoin dans la ville avec Lino Ventura, il connaît le succès au cours des années 1960 grâce à des comédies, dont Oscar et Hibernatus, mettant en scène Louis de Funès. En 1969, il réalise Mon oncle Benjamin, avec Jacques Brel et Claude Jade. Brel est de nouveau en vedette en 1973 dans L'Emmerdeur, aux côtés de Lino Ventura. L'Ironie du sort, une adaptation du roman de Paul Guimard, fait partie de ses films favoris, au même titre que Mon oncle Benjamin. La Cage aux folles, adaptée de la pièce de Jean Poiret, et dont les rôles principaux sont tenus par Michel Serrault et Ugo Tognazzi, est un grand succès commercial. Le film totalise 5,4 millions d'entrées en France et plus de 8 millions aux États-Unis. Il réalise une suite, La Cage aux folles 2, en 1980.
Dans les années 1980, Molinaro réalise notamment Pour cent briques, t'as plus rien... avec Gérard Jugnot et Daniel Auteuil. Ce dernier tourne également dans Palace et L'Amour en douce, qui révèle Emmanuelle Béart. En 1992, Le Souper est l'adaptation du même nom de Jean-Claude Brisville. Molinaro réalise Beaumarchais, l'insolent en 1996, un film biographique consacré à Beaumarchais avec Fabrice Luchini dans le rôle du célèbre écrivain, tourné à partir d'un scénario inachevé de Sacha Guitry. Le film réalise deux millions d'entrées.

#### Télévision
Édouard Molinaro adapte des œuvres littéraires pour la télévision. En 1979 il tourne un téléfilm, interprété entre autres par Michel Piccoli, d'après le roman La Pitié dangereuse de Stefan Zweig. En 1991, il met de nouveau en scène Piccoli dans L'Amour maudit de Leisenbohg, adapté d'une nouvelle d'Arthur Schnitzler. Évelyne Bouix tient le rôle principal dans son adaptation du roman Ce que savait Maisie d'Henry James. En 2001, il adapte Nana d'Émile Zola, avec Lou Doillon dans le rôle-titre.

#### Autres activités
En 1961, Molinaro fait partie du jury du festival de Cannes. En 2012, il officie au festival du film européen de Bruxelles. En 2010, il parraine le Cinéma Rex à La Réole, commune dans laquelle il a passé son enfance[réf. nécessaire].
En 2011, il met en scène Fume cette cigarette, une pièce d'Emmanuel Robert-Espalieu, au Théâtre des Mathurins.

## Vie privée
Ses parents, Georges Molinaro, prothésiste dentaire et Renée Molinaro née Almayrac, chirurgien dentiste s'installent à La Réole au milieu des années 30 puis en 1954 à Clairac (Lot-et-Garonne) où son père meurt en 1957.  
Pierrette Carvallo, épousée en 1957, mère de sa fille Graziella, meurt à l'âge de 36 ans en juillet 1969 des suites d'un accident d'avion de tourisme, un Jodel D112  qui s'écrase à Bailleau-sous-Gallardon en Eure-et-Loir. Transportée à l'hôpital de Chartres, elle y meurt peu après. 
Édouard Molinaro épouse en deuxièmes noces Marie-Hélène Breillat en 1972. Le divorce est prononcé en 1981.
En troisièmes noces, il épouse en 1982 Catherine Laporte (assistante réalisatrice et ex-épouse de l'animateur Patrice Laffont) avec qui il a eu deux enfants : Benjamin et Mathieu. 
Il meurt le 7 décembre 2013 dans le 20e arrondissement de Paris, des suites d'une insuffisance respiratoire, à l'âge de 85 ans. Son corps est crématisé au crématorium du cimetière du Père-Lachaise.

## Style
Contemporain de la Nouvelle Vague, Molinaro ne s'associe pas au mouvement et réalise des comédies populaires,. Certains de ses films, comme La Liberté en croupe, sont jugés plus personnels. 

## Filmographie (comme réalisateur)

### Cinéma

#### Courts métrages

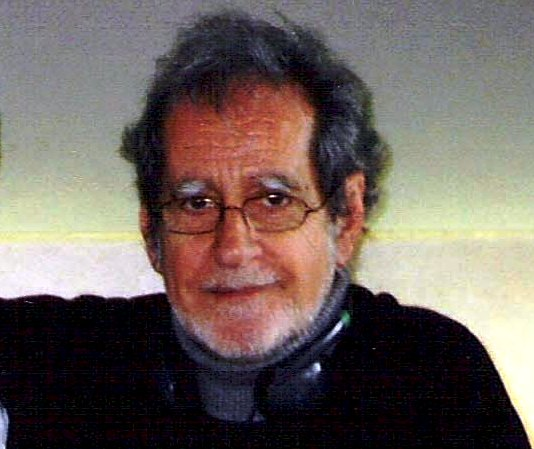
Edouard Molinaro en 2002 sur le tournage dun homme par hasard.

- 1946 : Évasion
- 1948 : Un monsieur très chic
- 1948 : Le Cercle
- 1949 : Le Verbe en chair
- 1950 : L'honneur est sauf
- 1953 : La Meilleure Part
- 1953 : Chemins d'avril
- 1954 : L'Accumulateur au plomb
- 1955 : Quatrième vœu
- 1956 : Les Biens de ce monde
- 1957 : Appelez le 17
- 1957 : Les Alchimistes
- 1958 : Philippe
- 2007 : Dirty Slapping

#### Longs métrages
- 1958 : Le Dos au mur
- 1959 : Des femmes disparaissent
- 1959 : Un témoin dans la ville
- 1960 : Une fille pour l'été
- 1961 : La Mort de Belle
- 1962 : Les Ennemis
- 1962 : Les Sept Péchés capitaux, segment L'Envie
- 1962 : Arsène Lupin contre Arsène Lupin
- 1964 : Une ravissante idiote
- 1964 : La Chasse à l'homme
- 1965 : Quand passent les faisans
- 1967 : Peau d'espion
- 1967 : Oscar
- 1969 : Hibernatus
- 1969 : Mon oncle Benjamin
- 1970 : La Liberté en croupe
- 1971 : Les Aveux les plus doux
- 1972 : La Mandarine
- 1973 : Le Gang des otages
- 1973 : L'Emmerdeur
- 1974 : L'Ironie du sort
- 1975 : Le Téléphone rose
- 1976 : Dracula père et fils
- 1977 : L'Homme pressé
- 1978 : La Cage aux folles
- 1979 : Cause toujours... tu m'intéresses !
- 1980 : Les Séducteurs, film à sketchs coréalisé
- 1980 : La Cage aux folles 2
- 1982 : Pour cent briques, t'as plus rien...
- 1984 : Une fille à aimer (Just the Way You Are)
- 1985 : Palace
- 1985 : L'Amour en douce
- 1988 : À gauche en sortant de l'ascenseur
- 1992 : Le Souper
- 1996 : Beaumarchais, l'insolent

### Télévision
- 1978 : Claudine, série de quatre téléfilms tirés des romans éponymes de Colette, avec Marie-Hélène Breillat
- 1979 : La Pitié dangereuse, adaptation du roman de Stefan Zweig
- 1981 : Au bon beurre, avec Roger Hanin et Andréa Ferréol
- 1983 : La Veuve rouge, avec Françoise Fabian
- 1986 : Le Tiroir secret, avec Michèle Morgan
- 1986 : Un métier de seigneur, avec Pierre Arditi et Évelyne Bouix
- 1988 : La Ruelle au clair de lune, avec Michel Piccoli et Marthe Keller
- 1988 : Manon Roland, avec Sabine Haudepin et Jacques Perrin
- 1989 : Les Grandes Familles, avec Michel Piccoli, Renée Faure, Pierre Arditi, Bulle Ogier et Roger Hanin
- 1989 : L'Ivresse de la métamorphose avec Evelyne Bouix et Niels Arestrup
- 1991 : L'Amour maudit de Leisenbohg, avec Michel Piccoli, Anouk Aimée et Christine Citti
- 1992 : La Femme abandonnée, avec Charlotte Rampling
- 1995 : Ce que savait Maisie, avec Évelyne Bouix et Stéphane Freiss
- 1999 : Nora, avec Julia Maraval et Jean-Michel Dupuis
- 1999 : Tombé du nid, avec Virginie Lemoine et Bruno Solo
- 2001 : Nadia Coupeau, dite Nana, avec Lou Doillon
- 2003 : Un homme par hasard, avec Frédéric Diefenthal et Claire Keim
- 2005 : Une famille pas comme les autres, avec Line Renaud et Guy Bedos

#### Autres œuvres de télévision
- Madame le Juge : un épisode
- Claudine : quatre épisodes
- Le Gorille : un épisode
- H : quatorze épisodes
- Navarro : deux épisodes
- Les Hommes de cœur : trois épisodes
- Le Tuteur : cinq épisodes

### Assistant réalisateur
- 1947 : Un flic de Maurice de Canonge
- 1949 : Du Guesclin de Bernard de Latour
- 1949 : Le Cœur sur la main d'André Berthomieu
- 1950 : Le Miracle de Sainte Anne d'Orson Welles (court-métrage)
- 1954 : Le Comte de Monte-Cristo de Robert Vernay
- 1954 : Votre dévoué Blake de Jean Laviron

## Théâtre
- 2011 : Fume cette cigarette de Emmanuel Robert-Espalieu, Théâtre des Mathurins ; en tant que metteur en scène

## Publications
- Intérieur soir, Paris, Éditions Anne Carrière, 2009, 304 p. (ISBN 978-2-84337-558-3)

## Distinctions
En 1980, lors de la 52e cérémonie des Oscars, il est nommé dans les catégories meilleur réalisateur et meilleur scénario adapté,.
En 1996, le réalisateur reçoit le prix René-Clair, qui le récompense pour l'ensemble de son œuvre cinématographique.